# European Junglefowl Group
De European Junglefowl Group (EJFG) is een werkgroep die is ontstaan onder de vleugels van Aviornis International en WPA-Benelux. De EJFG werd opgericht in maart 1978 in Diergaarde Blijdorp.

## Doelstelling
De doelstelling van de EJFG bestaat uit het in stand houden van de soorten en ondersoorten van de wilde kamhoenders Gallus, het doen van onderzoek en het geven van informatie over kamhoenders. De EJFG zet zich in voor volgende soorten:
- Het rode kamhoen (Gallus gallus) en haar ondersoorten
- Het Sonnerathoen (Gallus sonneratii)
- Het Ceylonhoen (Gallus lafayetii)
- Het Vorkstaarthoen (Gallus varius)